# 八大奇案
《八大奇案》是法國小說作家莫理斯·盧布朗筆下的亞森·羅蘋系列的其中一個作品，於1923年發表。本書由八篇短篇故事所組成，講述賽吉·雷寧公爵（prince Serge Rénine）和奧棠絲·丹尼爾小姐（Hortense Daniel）一起偵破八件奇案，和兩人之間的愛情故事。
在八個故事的開頭，這樣寫著︰
「這八個故事是亞森·羅蘋口述給我聽的，他說這八件奇案都是他的一位好友雷寧公爵所破解的。但是，不管從破案手法或雷寧公爵展現的作風來看，這位傳說中的神秘人物雷寧公爵無疑就是亞森·羅蘋的化身。亞森·羅蘋玩世不恭的處事態度，常常否認一些自己的冒險傳奇，偶爾也會將他人的故事冠在自己身上，究竟八大奇案中有哪幾個是亞森·羅蘋的親身經歷？就由讀者自行去判斷了。」

## 章节
1. 頂塔奇屍（Au sommet de la tour）
2. 玻璃瓶的秘密（La Carafe d'eau）
3. 德蕾莎與洁尔蔓（Thérèse et Germaine）
4. 假戲真做（Le Film révélateur）
5. 尚·路易案（Le Cas de Jean-Louis）
6. 持斧的女人（La Dame à la hache）
7. 雪地上的腳印（Des Pas sur la neige）
8. 金玉珮（Au Dieu Mercure）